# 勒阿姆 (芒什省)
勒阿姆（法語：Le Ham，法語發音：[lə am]）是法国芒什省的一个市镇，属于瑟堡区。

## 地理
勒阿姆（49°27'3"N, 1°25'3"W）面积3.86 平方千米，位于法国诺曼底大区芒什省，该省份为法国西北部沿海省份，西、北、东北三面环大西洋，东起顺时针与卡爾瓦多斯省、奧恩省、马耶讷省和伊勒-维莱讷省接壤。
与勒阿姆接壤的市镇（或旧市镇、城区）包括：圣西尔、埃科斯维尔、埃鲁德维尔、弗雷维尔、埃默韦、奥尔格朗德、于尔维尔、皮科维尔。

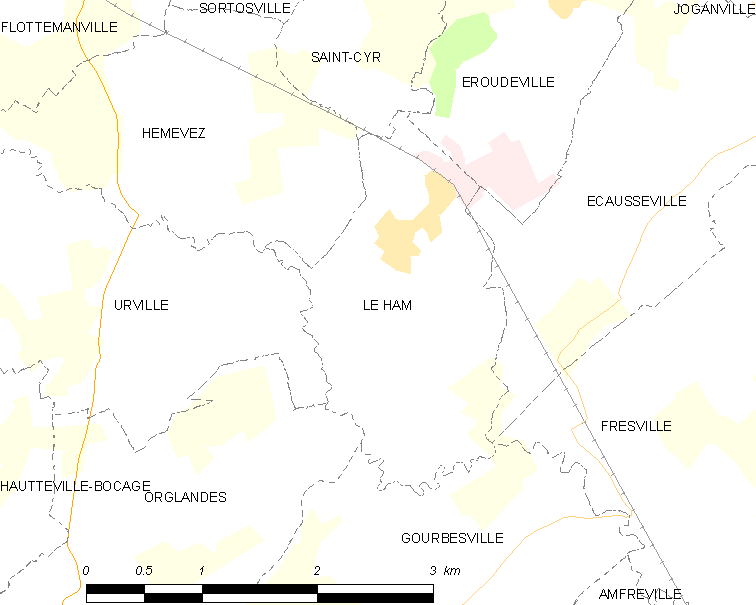
的OSM定位图

勒阿姆的时区为UTC+01:00、UTC+02:00（夏令时）。

## 行政
勒阿姆的邮政编码为50310，INSEE市镇编码为50227。

## 政治
勒阿姆所属的省级选区为瓦洛涅县。

## 人口

1962-2008年间人口变化图示

勒阿姆于2022年1月1日时的人口数量为312人。